# 海上人民警察
海上人民警察（かいじょうじんみんけいさつ、独: Volkspolizei See、略称VP-See）とは、ドイツ民主共和国の兵営人民警察の海上組織。国家人民軍の海軍（人民海軍）の前身である。

## 歴史
第二次世界大戦終戦後、ソ連軍の支援を受け、1952年7月1日に設立された。1956年、兵営人民警察が国家人民軍となった際に「海上軍」(Seestreitkräfte)となり、さらに1960年に国防評議会が下した決定により人民海軍と改称された。